# Guide phylogénétique illustré de la faune du sol

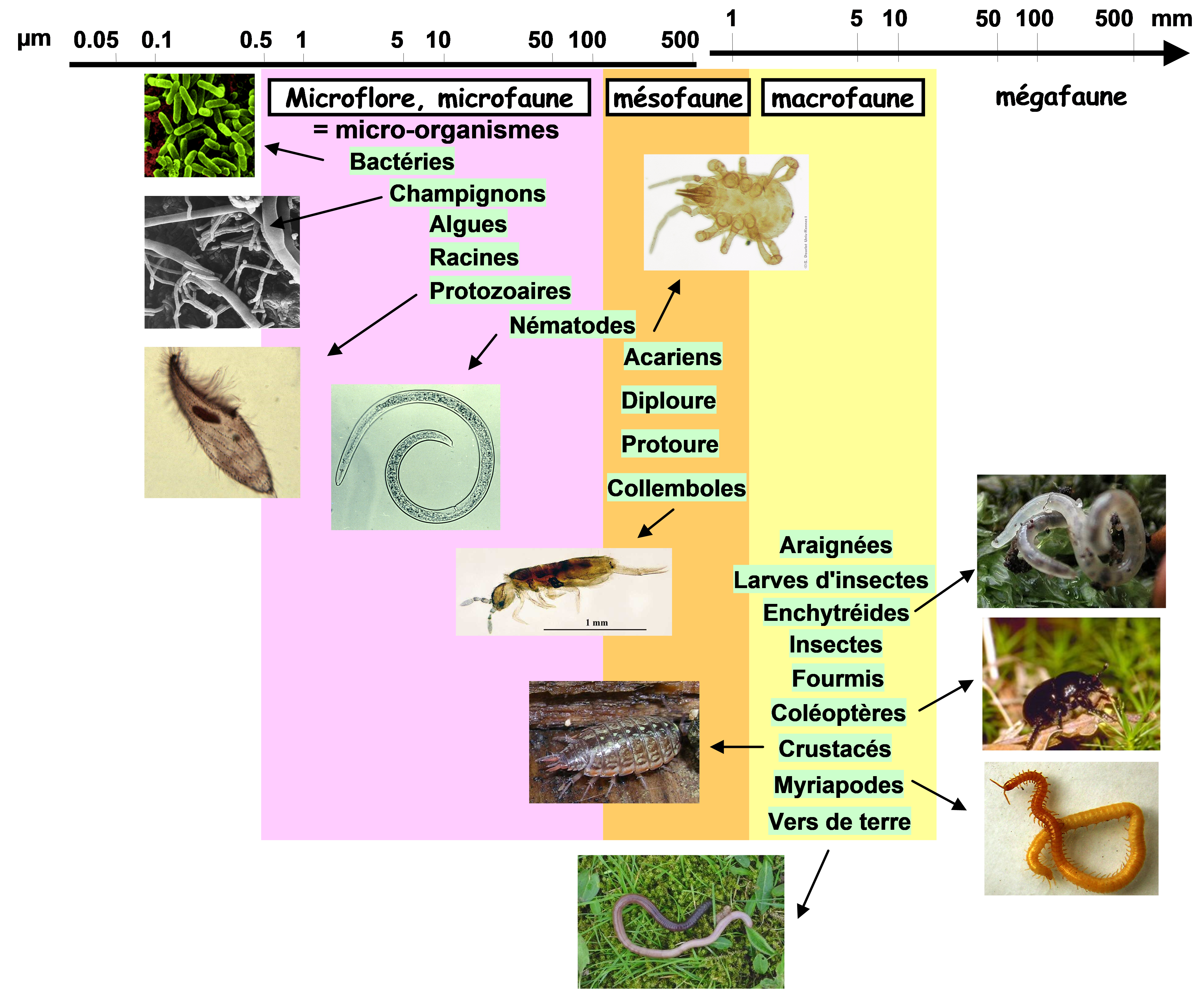
Taille et diversité des organismes du sol.

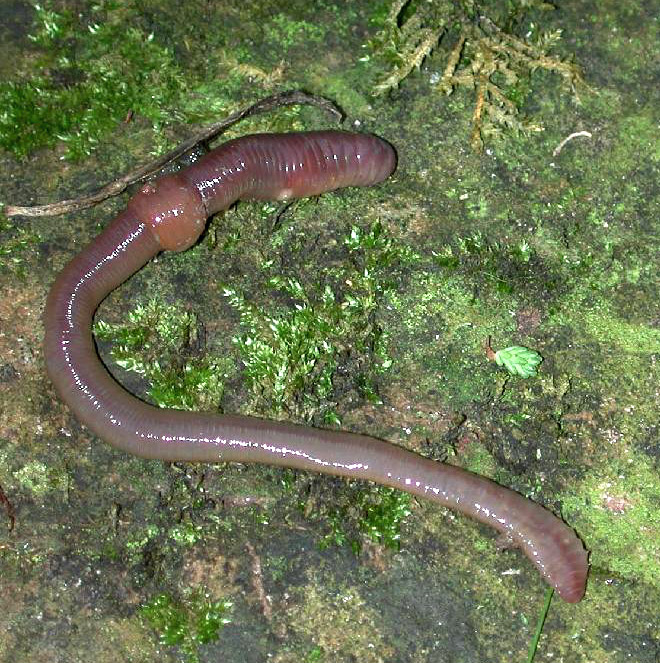
Vers de terre Lumbricus terrestris (Lumbricidae, Oligochaeta).

Ce guide phylogénétique illustré de la faune du sol permet, pour l'ensemble des groupes animaux, d'accéder directement aux images entreposées sur le site de Wikimedia Commons (base de données photographique et, comme Wikipédia, coprojet de Wikimedia). L'accès peut se faire soit de manière simplifiée vers les principaux grands groupes, soit de façon plus ciblée via un arbre phylogénétique. Cet arbre est tiré de l'ouvrage de Lecointre : Classification phylogénétique du vivant. Pour un arbre phylogénétique plus détaillé, voir l'arbre phylogénétique.

## Guides phylogénétiques illustrés

### Accès simplifié et direct aux grands groupes

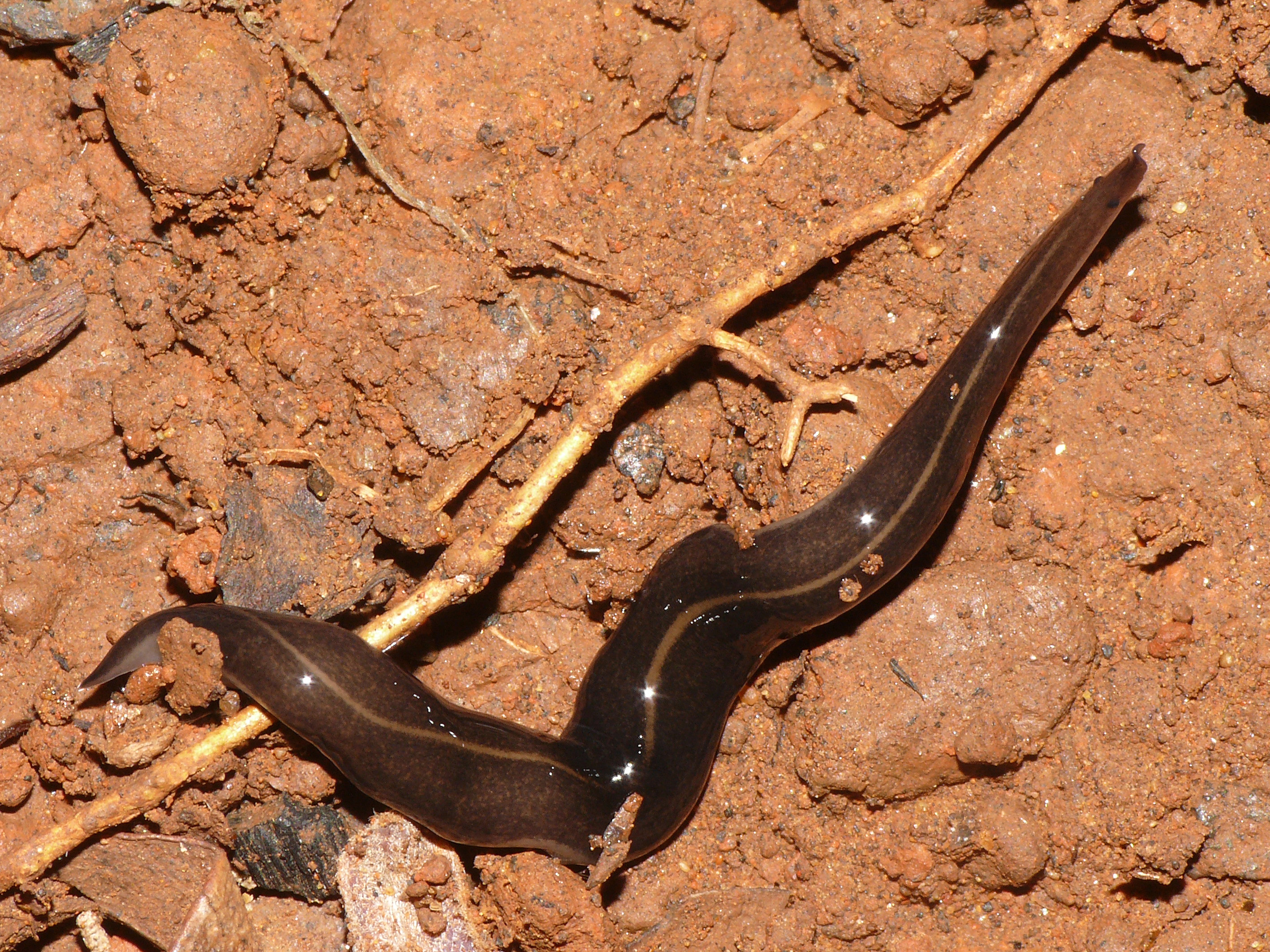
Planaires (Turbellariés)
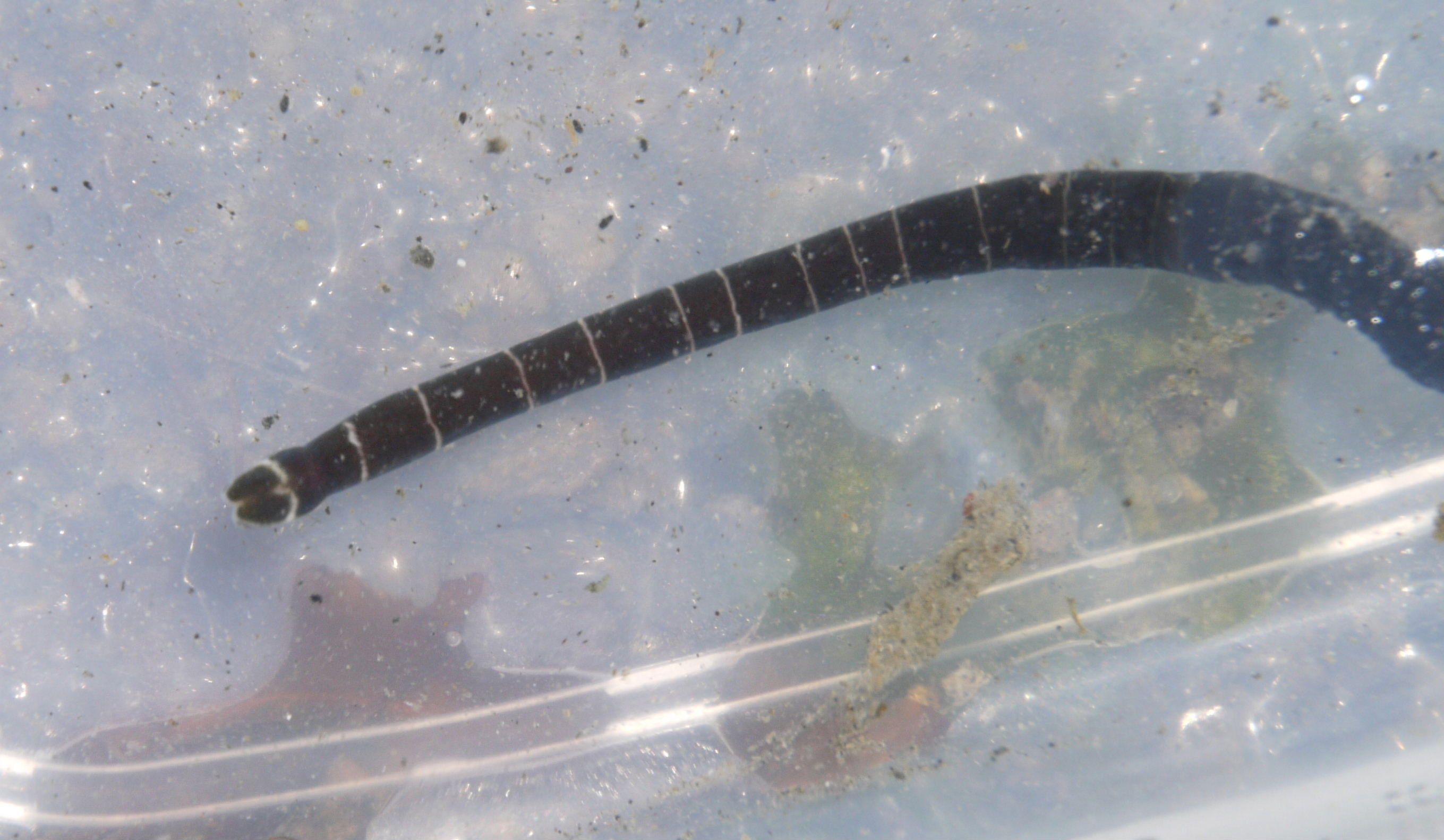
Némertes
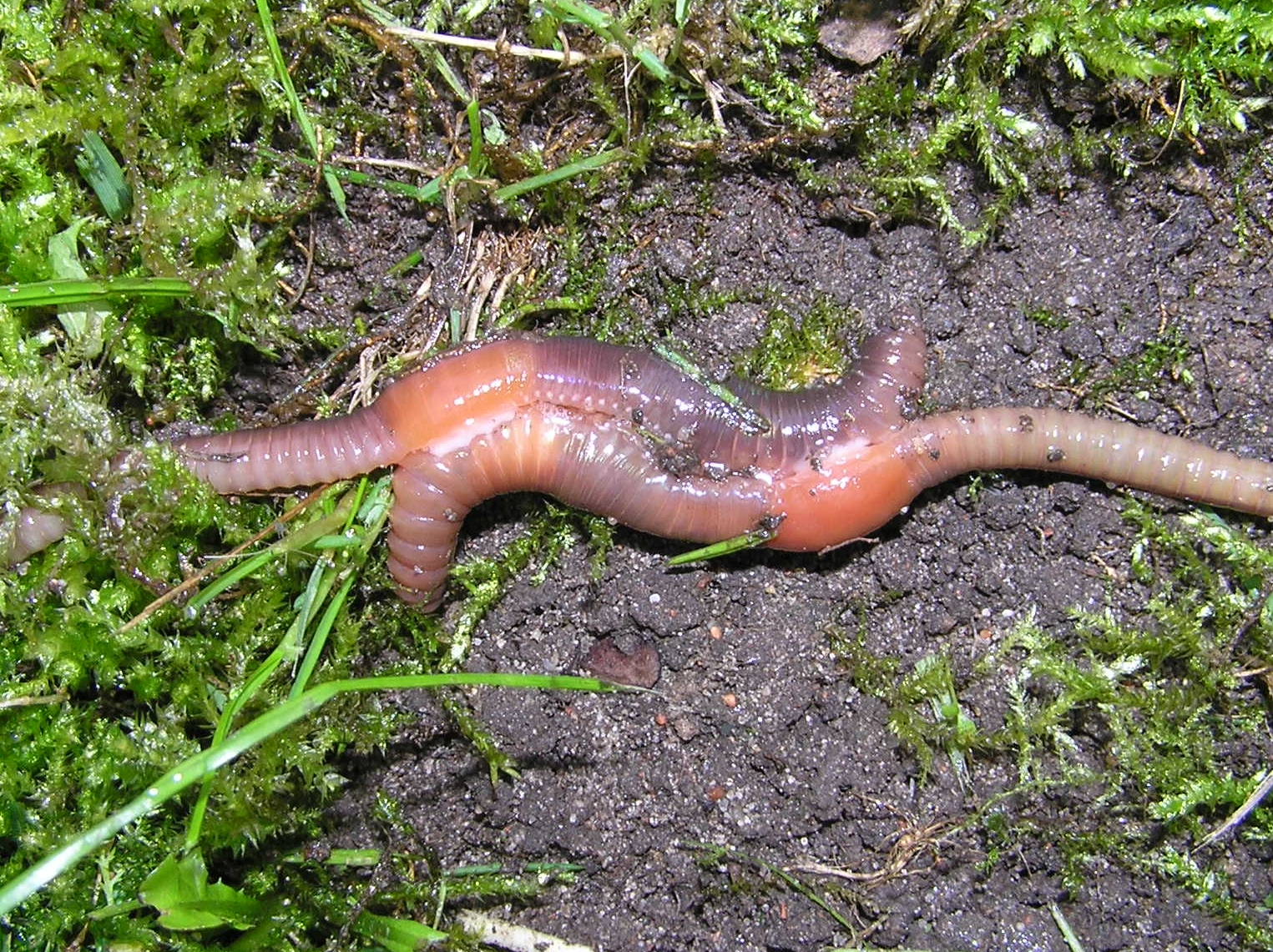
Vers de terre (Annélides, Oligochètes)
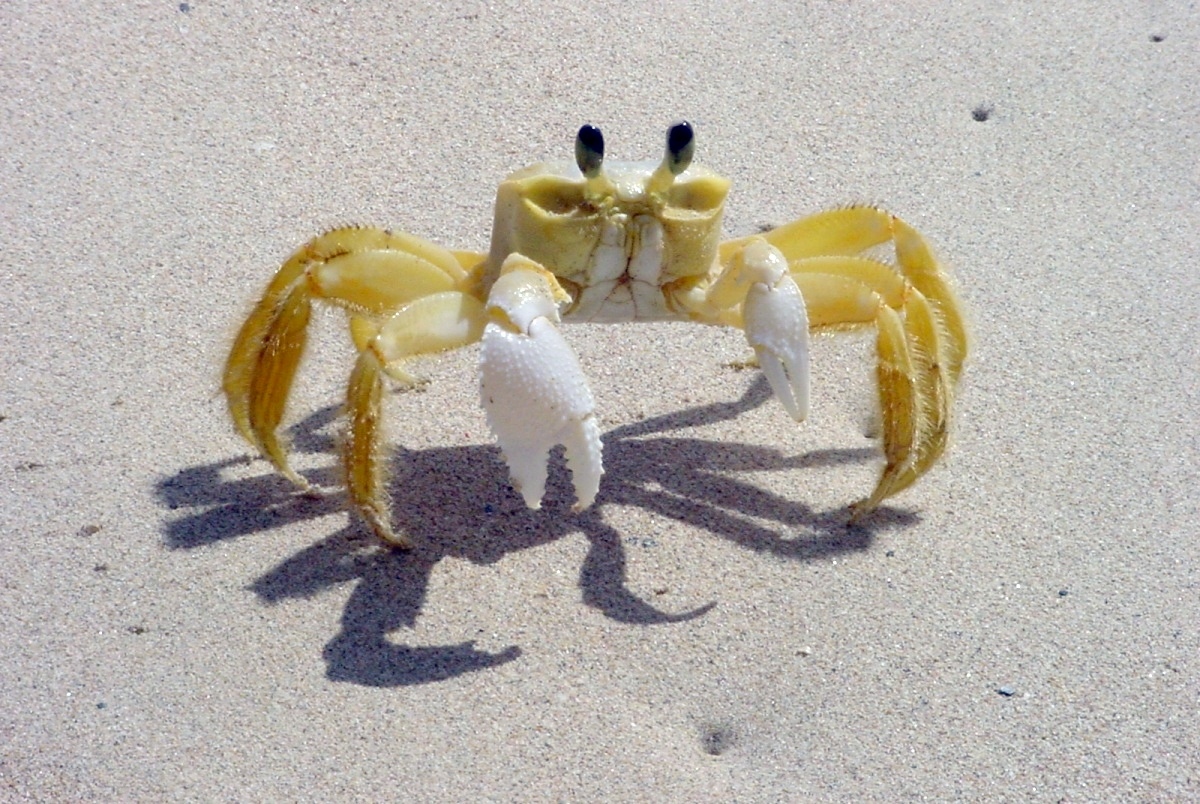
Crabes et bernard-l'ermite (Crustacés, Décapodes)
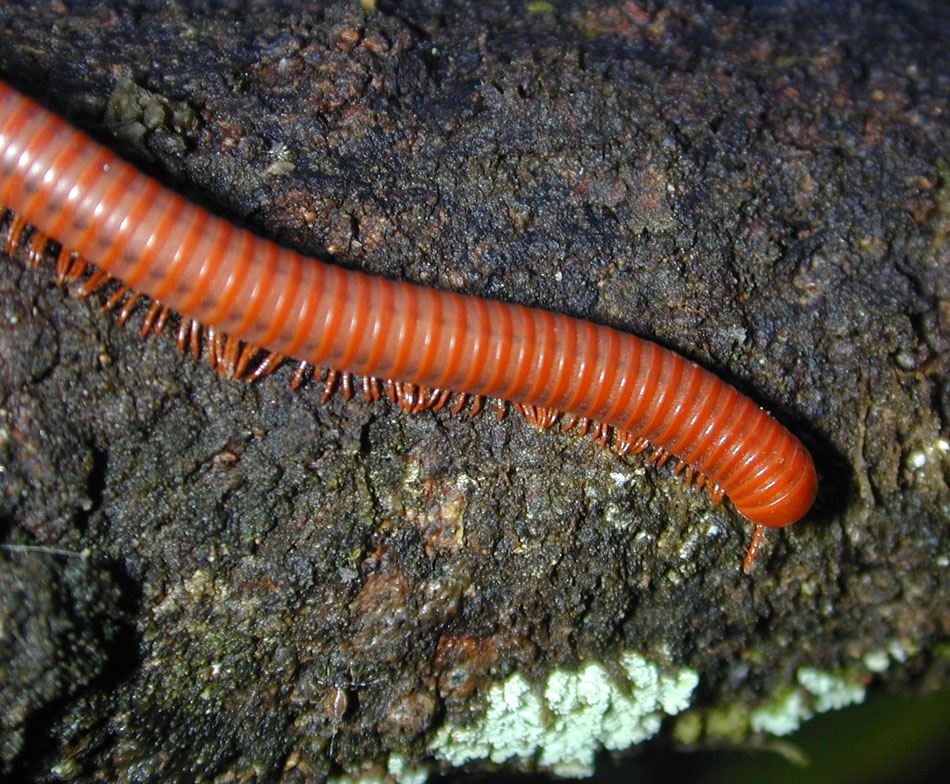
Mille-pattes (Myriapodes, Diplopodes)
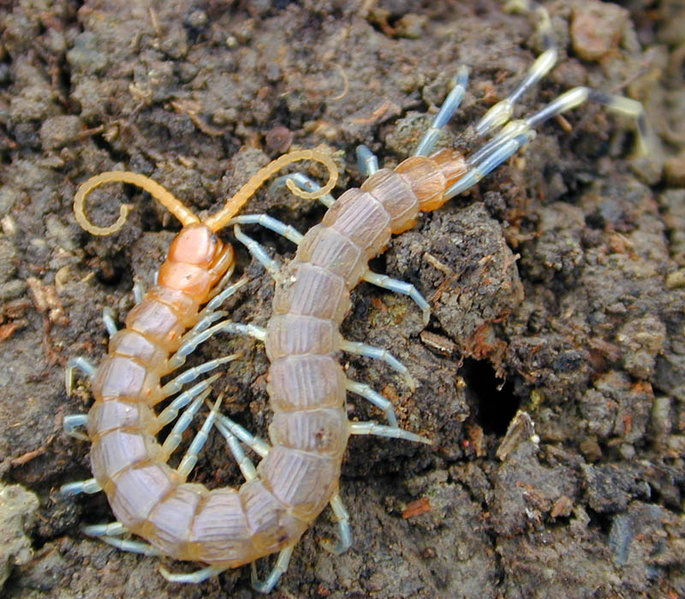
Scolopendres (Myriapodes, Chilopodes)
Cloportes (Isopodes)
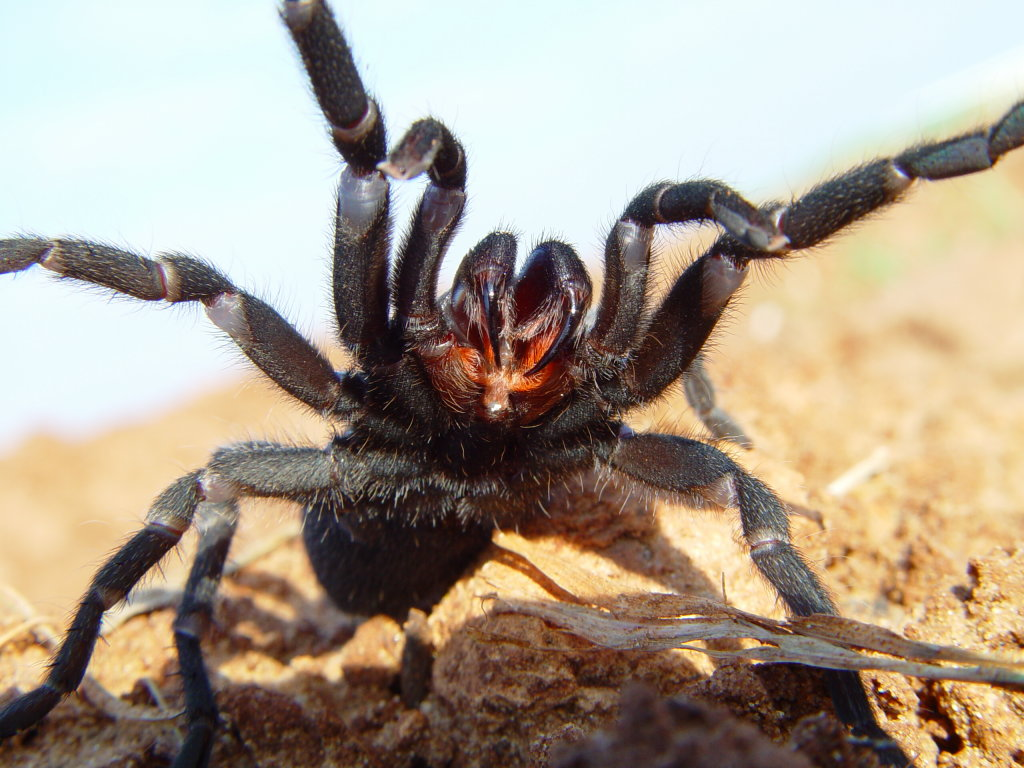
Araignées
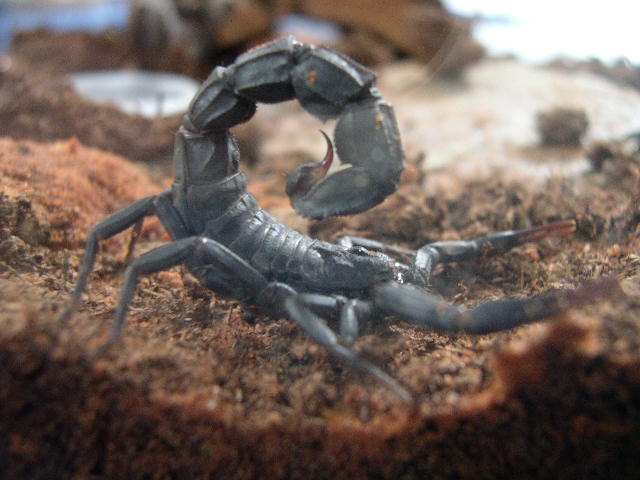
Scorpions
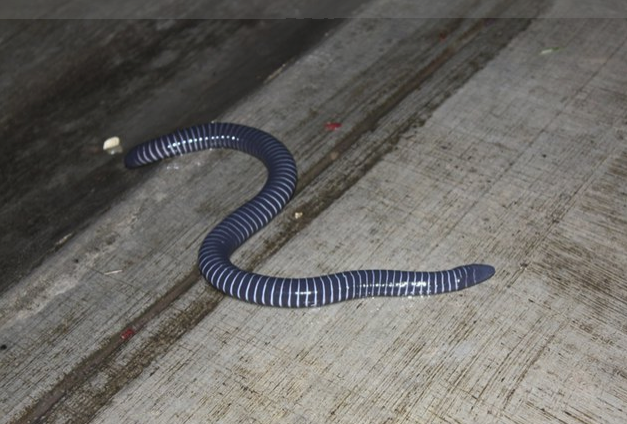
Gymnophiones (Amphibiens)
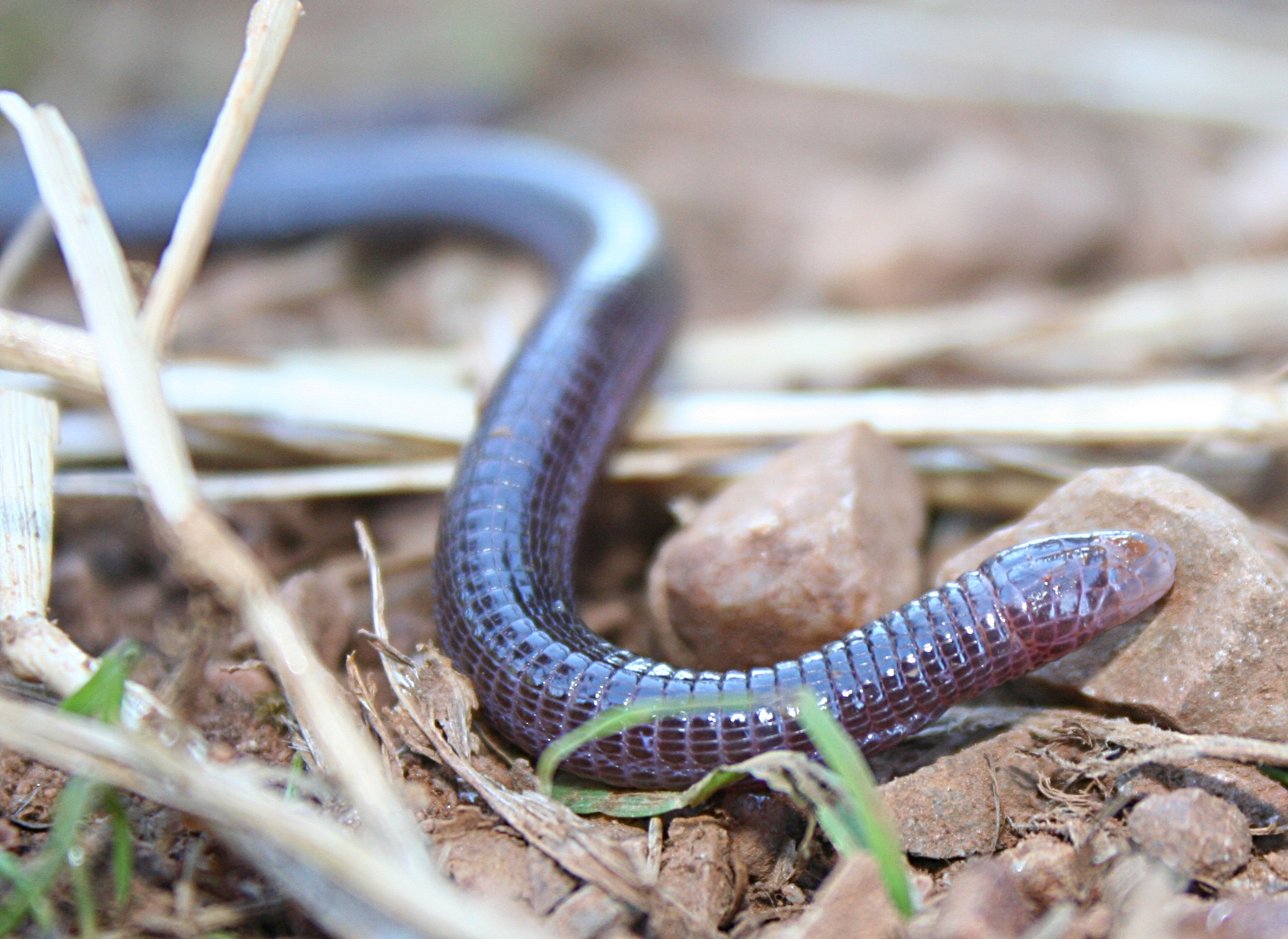
Amphisbènes et Typhlops (reptiles)
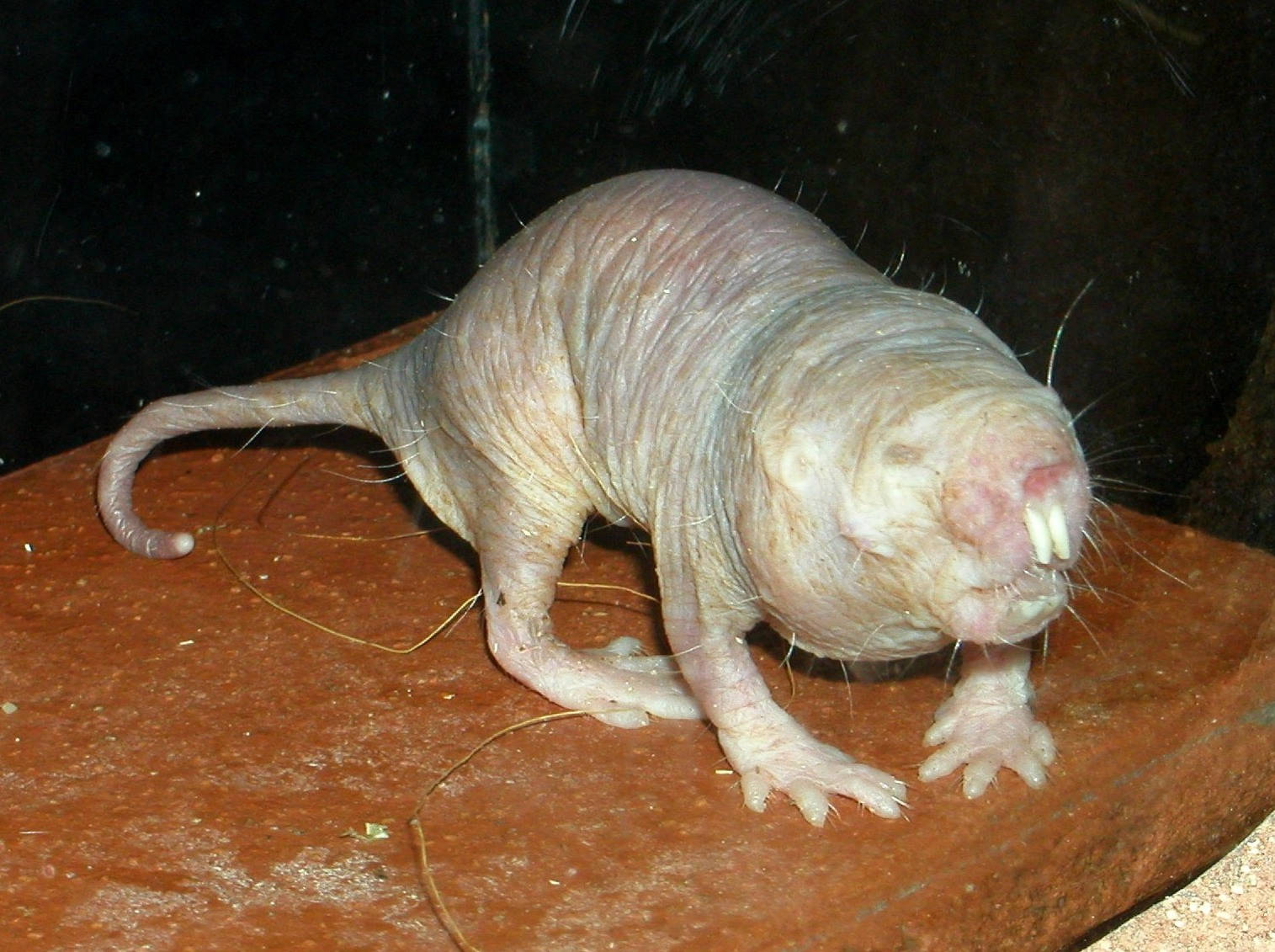
Rat-taupes (Bathyergidae et Spalacidae)

#### Les insectes…

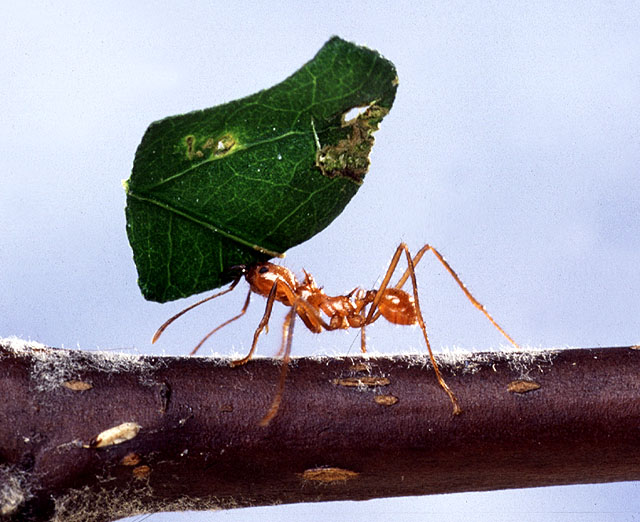
Fourmis (Hyménoptères)
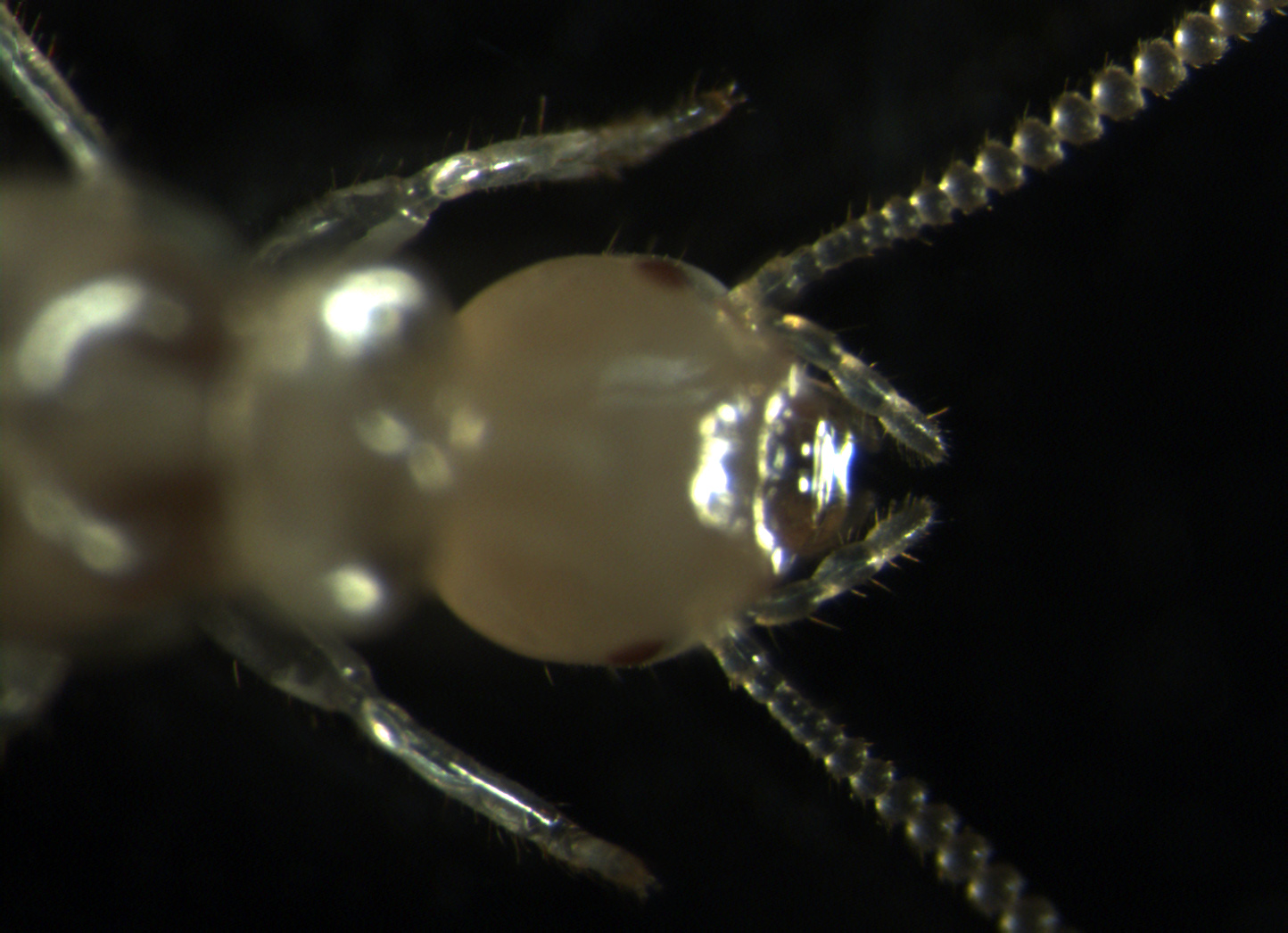
Termites (Isoptères)
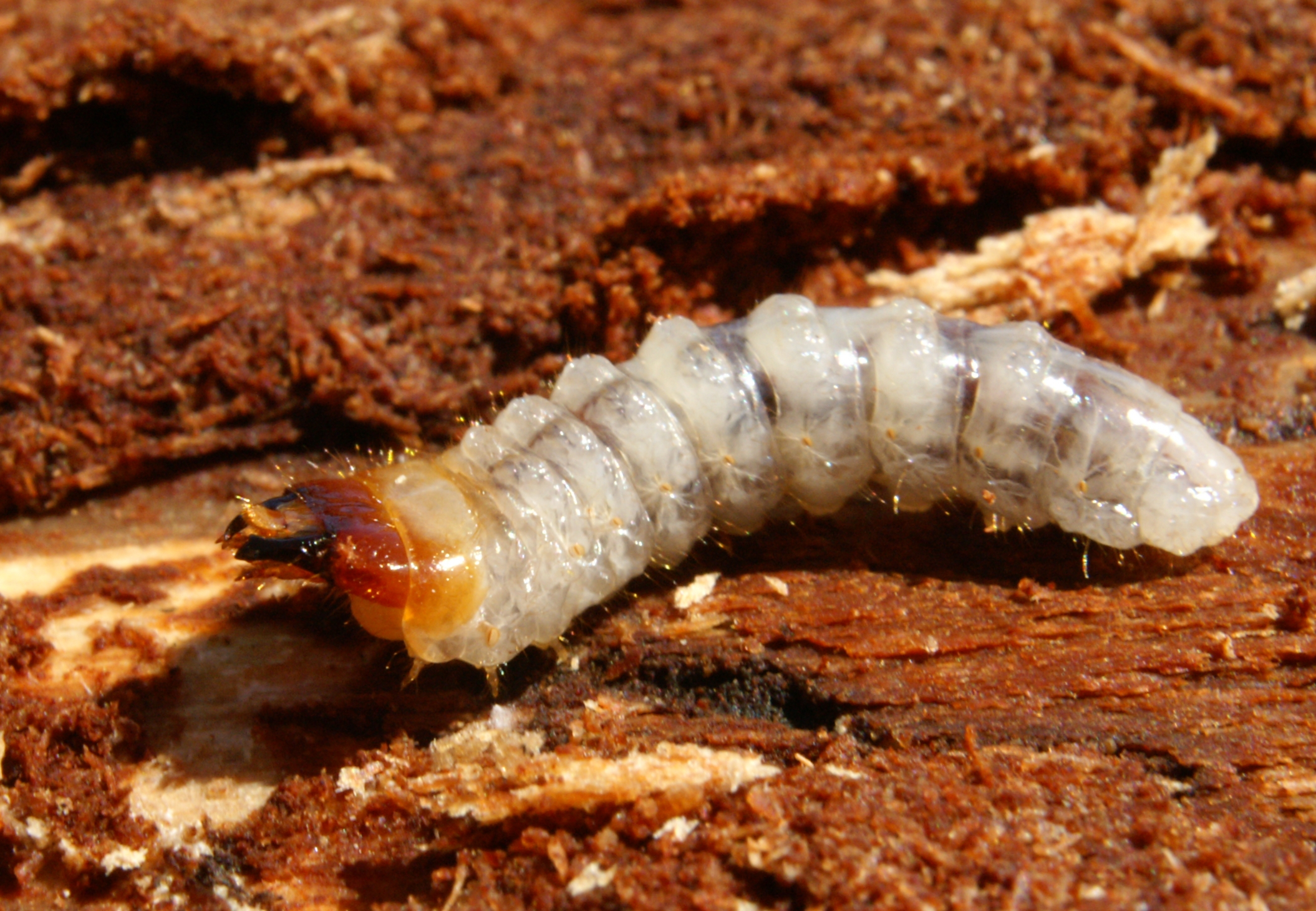
Larves de Coléoptères
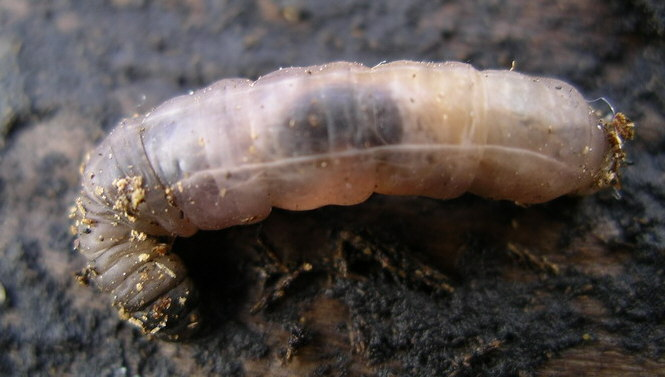
Larves de Diptères
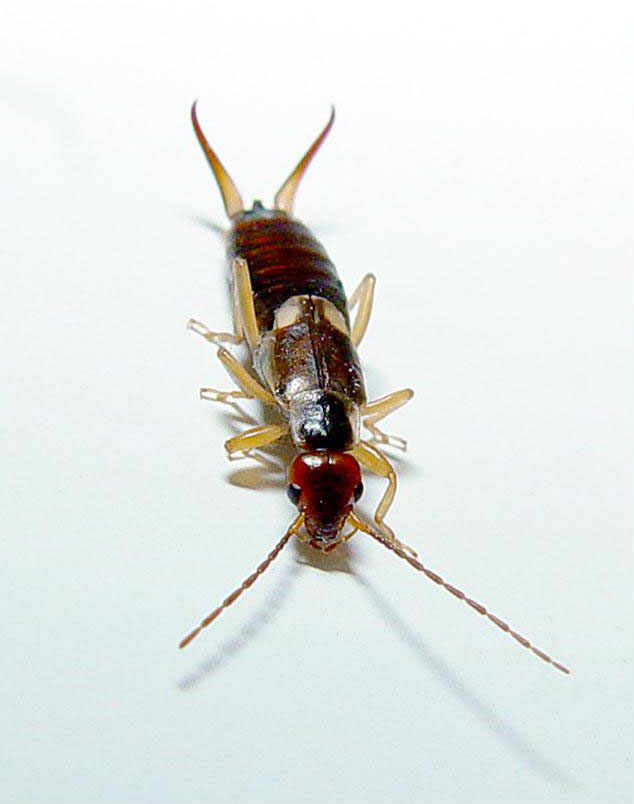
Perce-oreilles (Dermaptères)
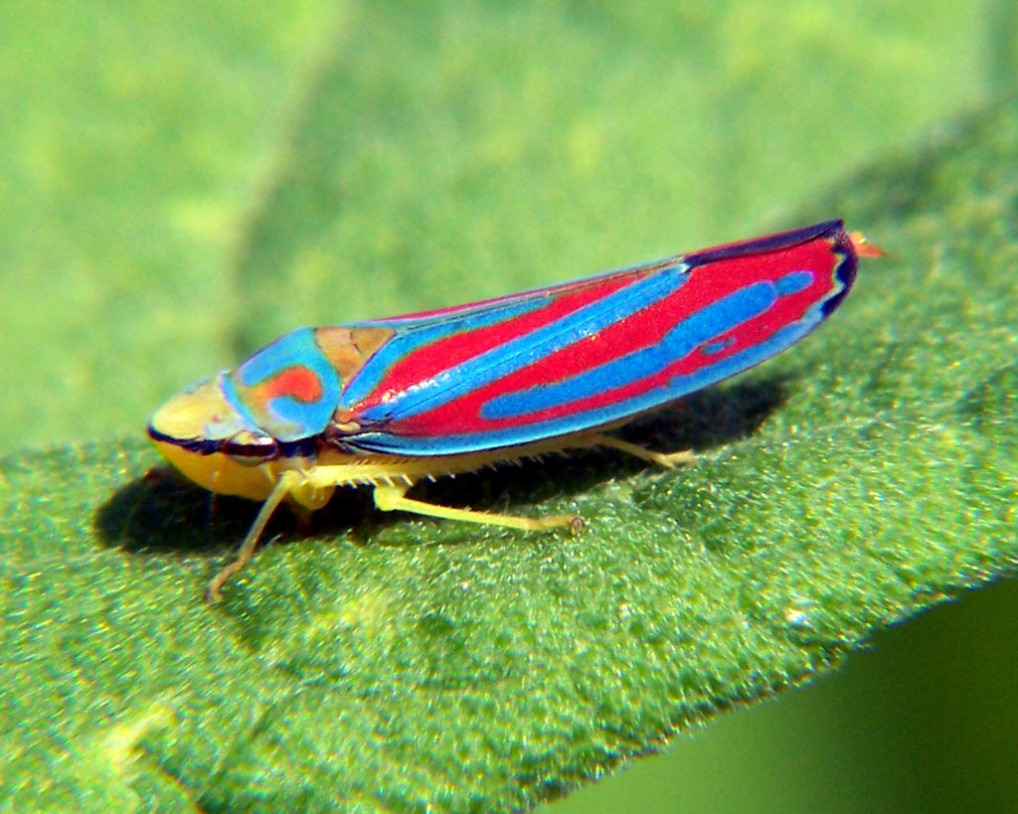
Punaises (Hémiptères)

### Accès par l'arbre phylogénétique détaillé
Les liens de l'arbre phylogénétique (colonne de gauche) mènent aux articles correspondant de wikipédia. Ceux de la colonne de droite mènent aux pages Wikimedia Commons. Dans l'arbre phylogénétique, les groupes éteints n'ont pas été représentés. La classification phylogénétique étant en perpétuelle évolution, certains termes peuvent varier entre wikimedia commons et wikipédia. Une mise à jour permanente est nécessaire...
Le signe (+) renvoie à la classification phylogénétique du groupe considéré.
```
       └─o 
Metazoa
 (
+
)...........................................................(Métazoaires : animaux multicellulaires)
         │
         └─o 
Eumetazoa

           │
           └─o 
Bilateria

             ├─o 
Protostomia

             │ ├─o 
Lophotrochozoa

             │ │ └─o 
Eutrochozoa

             │ │   ├─o 
Syndermata

             │ │   │ │
             │ │   │ └─o 
ROTIFERA
 (
+
).......................................................
(
ROTIFÈRES
)

             │ │   │  
             │ │   └─o 
Spiralia

             │ │     ├─o 
Parenchymia

             │ │     │ │
             │ │     │ ├─o 
PLATYHELMINTHES
 (
+
)..............................................
(
PLATYHELMINTHES
)

             │ │     │ │ └─o 
Turbellaria
....................................................(Turbellariés)
             │ │     │ │
             │ │     │ └─o 
Nemertea
 (
+
).....................................................(
Némertes
)
             │ │     │
             │ │     ├─o 
MOLLUSCA
 (
+
).......................................................
(
MOLLUSQUES
)

             │ │     │ └─o 
Gastropoda
 (
+
)...................................................(
Escargots, limaces
)
             │ │     │
             │ │     └─o 
ANNELIDA
 (
+
).......................................................
(
ANNÉLIDES
)

             │ │       └─o 
Clitellata

             │ │         ├─o 
Oligochaeta
....................................................(
Vers de terre
)
             │ │         └─o 
Hirudinoidea
...................................................(Sangsues)
             │ │  
             │ └─o 
Cuticulata

             │   │
             │   └─o 
Ecdysozoa

             │     ├─o 
Introvertés

             │     │ └─o 
Nematozoa

             │     │   │
             │     │   ├─o 
NEMATODA
.........................................................
(
NÉMATODES
)

             │     │   └─o 
Nematomorpha
.....................................................(
Nématomorphes
)
             │     │
             │     └─o 
Panarthropoda

             │       ├─o 
Onychophora
 (
+
)....................................................(
Onychophores
])
             │       │
             │       ├─o 
TARDIGRADA
 (
+
).....................................................
(
TARDIGRADES
)

             │       │
             │       └─o 
Euarthropoda
.......................................................
(
ARTHROPODES
)

             │         ├─o 
Cheliceriforma

             │         │ └─o 
Chelicerata

             │         │   └─o
             │         │     │
             │         │     ├─o 
SCORPIONIDA
................................................(
Scorpions
)
             │         │     │
             │         │     └─o 
ARACHNIDA
..................................................
(
ARACHNIDES
)

             │         │       ├─o
             │         │       │ ├─o
             │         │       │ │ ├─o 
Solpugida
 ou 
Solifugae
...............................(
Solifuges
)
             │         │       │ │ └─o 
Pseudoscorpiones
.....................................(
Pseudoscorpions
)
             │         │       │ └─o
             │         │       │   ├─o 
Opiliones
............................................(
Opilions
])
             │         │       │   └─o
             │         │       │     ├─o 
Ricinulei

             │         │       │     └─o 
Acari
 (
+
)..........................................(
Acariens
])
             │         │       └─o
             │         │         ├─o 
Palpigradi

             │         │         └─o
             │         │           ├─o 
Uropygi
..............................................(Uropyges)
             │         │           └─o
             │         │             ├─o 
Amblypygi
..........................................(Amblypyges)
             │         │             └─o 
Araneae
............................................(
Araignées
)
             │         │
             │         └─o 
Mandibulata

             │           │
             │           ├─o 
MYRIAPODA
......................................................
(
MYRIAPODES
)

             │           │ │
             │           │ ├─o 
Chilopoda
....................................................(
Chilopodes
)
             │           │ │
             │           │ └─o 
Progoneata

             │           │   ├─o 
Symphyla

             │           │   └─o
             │           │     ├─o 
Pauropoda

             │           │     └─o 
Diplopoda
................................................(
Diplopodes
)
             │           │
             │           └─o 
PANCRUSTACEA
...................................................
(
CRUSTACÉS
)

             │             ├─o 
Malacostraca
.................................................(
Crustacés malacostracés
)
             │             │ └─o 
Eumalacostraca

             │             │   └─o 
Caridoida

             │             │     ├─o 
Eucarida

             │             │     │ ├─o 
Amphionidacea

             │             │     │ │
             │             │     │ └─o 
Decapoda
.............................................(
Crabes
])
             │             │     │
             │             │     └─o 
Peracarida

             │             │       ├─o 
Amphipoda
............................................(
Amphipodes
)
             │             │       └─o 
Isopoda
..............................................(
Cloportes
)
             │             │
             │             └─o 
Hexapoda

             │               ├─o 
             │               │ ├─o 
Protura
..................................................(
Protoures
)
             │               │ └─o 
Collembola
 (
+
)...........................................(
Collemboles
)
             │               ├─o 
Campodeoïdes

             │               ├─o 
Japygoïdes

             │               │
             │               └─o 
INSECTA
....................................................
(
INSECTES
)

             │                 ├─o 
Archaeognatha

             │                 └─o 
Dicondylia

             │                   ├─o 
Thysanura
..............................................(Thysanoures)
             │                   └─o 
Pterygota

             │                     │
             │                     └─o 
Neoptera

             │                       ├─o 
Polyneoptera

             │                       │ ├─o 
Embioptera

             │                       │ └─o
             │                       │   ├─o 
DERMAPTERA
.....................................(
Perce-oreilles
])
             │                       │   └─o 
Dictyoptera

             │                       │     │
             │                       │     ├─o 
ISOPTERA
.....................................(
Termites
])
             │                       │     │
             │                       │     └─o 
BLATTARIA
....................................(Blattes)
             │                       │
             │                       └─o 
Eumetabola

             │                         ├─o 
Paraneoptera

             │                         │ └─o 
HEMIPTERA
......................................(
Punaises
)
             │                         │
             │                         └─o 
Endopterygota

             │                           └─o 
Holometabola

             │                             │
             │                             ├─o 
COLEOPTERA
...................................(
Scarabées, coccinelles, staphilins
)
             │                             │
             │                             └─o
             │                               ├─o 
HYMENOPTERA
................................(
Fourmis, abeilles, guêpes
])
             │                               │
             │                               └─o 
Mecopterodea

             │                                 └─o 
DIPTERA
..................................(
Mouches
)
             │
             └─o 
Deuterostomia

               │
               └─o 
Pharyngotrema

                 └─o 
Chordata

                   │
                   └─o 
Myomerozoa

                     └─o 
Craniata

                       └─o 
Vertebrata
.......................................................
(VERTÉBRÉS)

                         │
                         └─o 
Gnathostomata
 (
+
)
                           │
                           │
                           └─o 
Tetrapoda

                             │
                             ├─o 
AMPHIBIA
 (
+
)...............................................
(
AMPHIBIENS
)

                             │ └─o 
Gymnophiona
..............................................(
Apodes : Céciliens
)
                             │
                             └─o 
Amniota
 (
+
)
                               ├─o 
Sauropsida
...............................................
(
REPTILES
 & 
OISEAUX
)

                               │ │
                               │ └─o 
Diapsidia

                               │   │
                               │   └─o 
LEPIDOSAURIA
 (
+
)
                               │     └─o 
Squamata
...........................................(
Reptiles squamates
)
                               │       │
                               │       ├─o 
Amphisbaenia
.....................................(
Amphisbènes
)
                               │       │
                               │       └─o 
Sauria
...........................................(
Reptiles sauriens
)
                               │           └─o 
Serpentes
....................................(
Serpents
)
                               │             │
                               │             └─o 
Typhlopidae
................................(
Typhlops
)
                               │
                               │
                               └─o 
MAMMALIA
 (
+
).............................................
(
MAMMIFÈRES
)

                                 └─o 
Theria

                                   └─o 
Eutheria
.......................................(
Mammifères placentaires
 : 
Rat-taupes
)
```